# Ghiandola anale

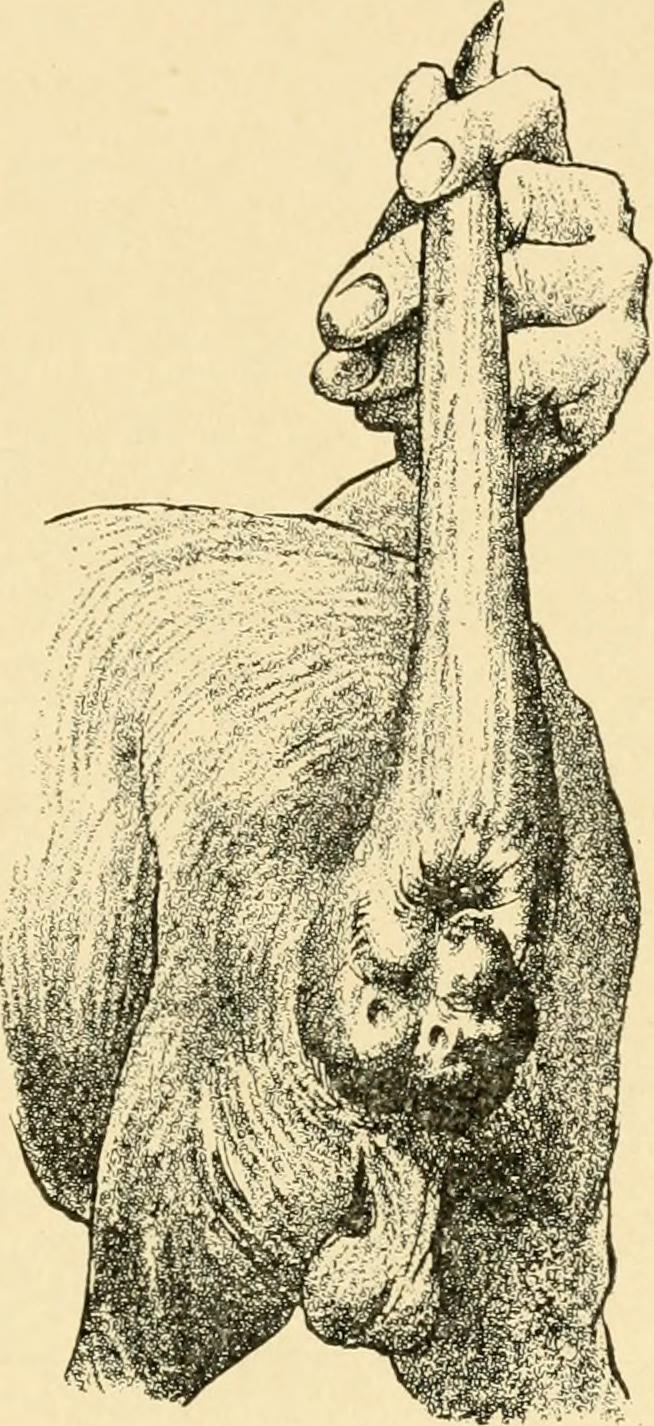
Rappresentazione dell'infiammazione delle ghiandole anali nel cane in un trattato di veterinaria del 1911

Le ghiandole anali sono una coppia di piccole ghiandole esocrine situate vicino all'ano, e presenti in molte specie di mammiferi, in particolare di carnivori, fatta eccezione per gli orsi. 
Il loro uso è la secrezione di umori particolari, lievemente differenti da individuo a individuo, che tali animali usano per riconoscersi tra di loro.

## Canidi
Nelle diverse specie di Canidae, le ghiandole anali sono usate per marcare il territorio e per identificare altri individui. Esse si svuotano di solito quando il cane defeca. Un mancato svuotamento comporta prurito e segni di evidente fastidio. Se si tratta di cani domestici, nei casi più gravi le ghiandole possono essere svuotate dal padrone o da un veterinario, attraverso la loro spremitura che fa uscire il contenuto (giallastro e acquoso) attraverso una piccola apertura ai lati dell'ano.

## Puzzole
Le puzzole americane (Mephitis Mephitis), da non confondersi con la puzzola europea (Mustela putorius) usano le loro ghiandole anali per spruzzare, con grande precisione, un liquido altamente maleodorante ed irritante a fini di difesa e per scoraggiare eventuali predatori.